# Federazione cestistica d'Israele
La Israel Basketball Association (acronimo IBBA) è l'ente che controlla e organizza la pallacanestro in Israele.
La federazione controlla inoltre le Nazionali maschile e femminile. Ha sede ad Tel Aviv e l'attuale presidente è Shai Shani.
È affiliata alla FIBA dal 1966 e organizza il campionato di pallacanestro israeliano.